# Faustino Silvela
Faustino Silvela y Casado fue un político y abogado español.

## Biografía
Fue hijo de Manuel Silvela y de Le Vielleuze abogado y político y de su esposa Faustina Casado y Posadillo y sobrino de Francisco Silvela, y de profesión abogado,casado con Fernanda Tordesillas y Fernández-Casariego hija de Enrique Tordesillas y O´donnell , Conde de Patilla y de Sofía Fernández-Casariego y Méndez-Piedra hija a su vez del Marqués de tapia de Casariego. Faustino Silvela debutó como diputado en las Cortes de la Restauración tras ser elegido por el distrito electoral de Cáceres en las elecciones de 1899. Fue elegido por el distrito de Benavente (provincia de Zamora) en 1901, 1903, 1910 sucediendo a su hermano Mateo Silvela y alternándose con su cuñado Leopoldo Tordesillas Fernández-Casariego. En 1914 sería elegido por el también zamorano distrito de Toro.